# Bojongleles
Bojongleles is een bestuurslaag in het regentschap Lebak van de provincie Banten, Indonesië. Bojongleles telt 5328 inwoners (volkstelling 2010).